# Línea G10-G11 (Montevideo)
La línea local G10-G11 es una línea de transporte local y nocturna perteneciente a la Terminal Colón. Dicha línea inicia con la línea G10 hasta el Camino Melilla y Camino Azarola, pasando por el Hospital Saint Bois, para culminar su recorridos como línea G11, hacia la Terminal Colón.

## Características
El recorrido de ambas líneas fusionadas brinda solamente dos servicios durante la noche y la madrugada. Durante el día ambas líneas funcionan por separado.
Existe también la línea G11-G10, de características similares, con la diferencia que su punto de partida es la Terminal como G11 hasta Camino de la Redención y Camino Azarola, y regresando a la Terminal como G10. Al igual que la línea mencionada anteriormente, esta línea tiene una frecuencia muy escasa, por las mismas razones.

## Recorrido
Circula por los barrios Colón, Lezica y la localidad de Melilla.
| Circuito G10-G11 - Parte como G10 desde la Terminal Colón - Andén 5 (Terminal Colón) - Camino Colman - Corredor Garzón - Calderón de la Barca - Avenida Lezica - Guanahany - Hospital Saint Bois - Camino Fauquet - Camino Melilla - Camino Azarola - Regreso como G11 desde Melilla y Azarola - Camino Melilla - Camino Buxareo - Camino de la Redención - Camino Melilla - Peabody - Avenida Lezica - Calderón de la Barca - CorredorGarzón - Camino Colman - Andén 7 (Terminal Colón) | Circuito G11-G10 - Inicia como línea G11 desde la Terminal Colón - Cno. Colman - Corredor Garzón - Calderón de la Barca - Avenida Lezica - Peabody - Camino Melilla - Camino de la Redención - Camino Azarola - Regreso como G10 desde Redención y Azarola - Camino de la Redención - Camino Buxareo - Camino Melilla - Camino Fauquet - Hospital Saint Bois - Guanahany - Avenida Lezica - Calderón de la barca - Corredor Garzón - Camino Colman - Andén 7 (Terminal Colón) |

## Horarios
| Línea         | Ida desde Colón | Vuelta desde Melilla | Fin del circuito |
| ------------- | --------------- | -------------------- | ---------------- |
| Línea G10/G11 | 04:32           | 04:56                | 05:40            |
| Línea G11/G10 | 22:20           | 22:46                | 23:27            |
| Línea G11/G10 | 23:36           | 00:01                | 00:42            |